# Nomura Holdings
Nomura Holdings K.K. (jap. 野村ホールディングス株式会社, Nomura hōrudingusu Kabushiki-gaisha) ist ein japanisches Finanzunternehmen mit Sitz in Tokio. Als Holding bietet die Firma ein breites Spektrum an Finanzdienstleistungen an. Das Unternehmen ist im Aktienindex Nikkei 225 gelistet.

## Geschichte
Nomura wurde 1925 in Osaka gegründet und ist nach Tokushichi Nomura II benannt. Rund 28.700 Mitarbeiter sind bei Nomura beschäftigt. Nomura ist als Finanzunternehmen in verschiedenen Dienstleistungen des Finanzmarktes tätig.
Nomura Holdings kaufte am 22. September 2008 das Asiengeschäft sowie die Investmentbanksparte der insolventen Lehman Brothers in Europa und im Nahen Osten. Nachdem die größte amerikanische Investmentbank Lehman Brothers Inc. am 15. September 2008 Insolvenz nach Chapter 11 beantragt hat, hat Nomura die Einheiten Lehman Brothers Asia Pacific für 225 Mio. US-Dollar übernommen. Diese umfasst vor allem Einheiten in Japan, China, Australien und Indien. Darüber hinaus wurden auch der Investmentbanking und der Equities Business Bereich in Europa und im Mittleren Osten übernommen.
Laut Unternehmensangaben war Nomura 2008 mit höchstens etwa 27,5 Milliarden Yen bzw. rund 300 Millionen US-Dollar vom Madoff-Skandal betroffen.
Im Juni 2018 hat die Investmentbank Nomura eine deutsche Banklizenz durch die BaFin erhalten. Das EU-Geschäft soll künftig von Frankfurt am Main aus gelenkt werden.

## Tochterunternehmen und Beteiligungen (Auswahl)
Zu den Tochterunternehmen gehören z. B. Instinet Inc, Chi-X Canada und Chi-X Europe Limited. Nomura Asset Management (NAM) verwaltete Ende 2008 Vermögenswerte von 219 Mrd. US-Dollar.
zu den Beteiligungen gehören z. B. Nippon Life Insurance Company (1,33 %) und Toyota Motor Corporation (0,83 %).